# Ancylonotopsis pictus
Ancylonotopsis pictus är en skalbaggsart som beskrevs av Stefan von Breuning 1951. Ancylonotopsis pictus ingår i släktet Ancylonotopsis och familjen långhorningar. Inga underarter finns listade i Catalogue of Life.